# Джованні Баттіста Тьєполо

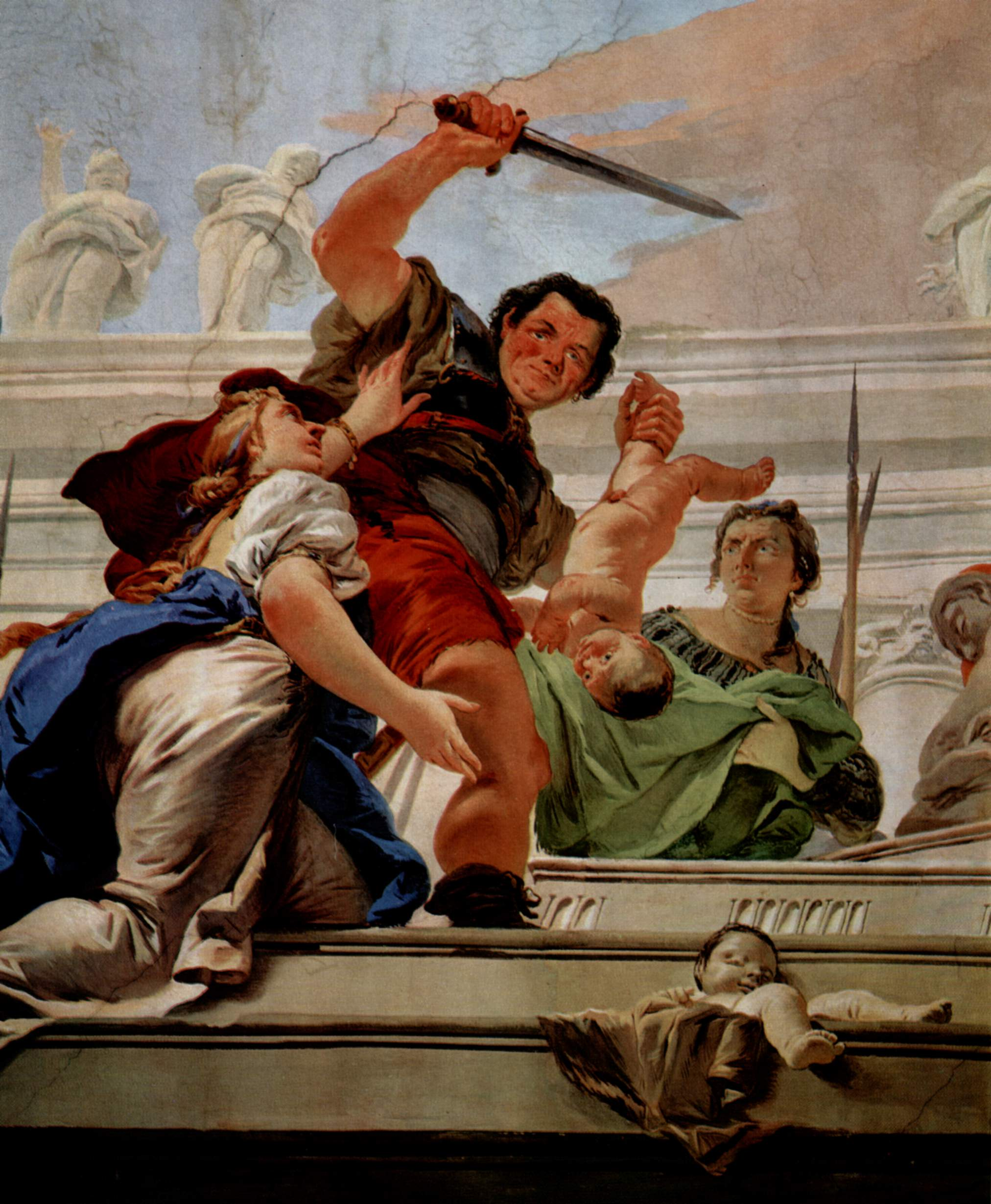
«Суд Соломона», фреска з Архієпископського палацу в Удіне, Італія

Джованні Баттіста Тьєпо́ло (італ. Giovanni Battista Tiepolo), варіанти написання імені: Gianbattista або Giambattista — Джанбаттіста або Джамбаттіста; 5 березня 1696, Венеція — 27 березня 1770, Мадрид) — італійський художник, один з найпримітніших майстрів італійського рококо, майстер фресок та гравюр, останній великий представник венеційської школи живопису.

## Біографія
Народився 5 березня 1696 у Венеції, в родині багатодітного шкіпера Доменіко Тьєполо, людини простого походження. Невдовзі батько помер, і мати, Орсетта, виховувала шістьох дітей в умовах бідності.
В юності Тьєполо навчався живопису у венеційського художника Грегоріо Ладзаріні, але мистецтвознавці зазначають, що найсильніший вплив на нього мали Себастьяно Річчі, Паоло Веронезе та Джованні Баттіста Пьяцетта. У віці 19 років Тьєполо виконав своє перше художнє замовлення — картину «Принесення в жертву Ісаака».
У 1717 молодий художник покинув майстерню Ладзаріні і вступив до гільдії живописців Фралья. 1719 року він одружився з Марією Чечилії Гварді, сестрою відомих художників Гварді — Франческо та Джованні Антоніо. Від шлюбу з Марією у Тьєполо народилося дев'ятеро дітей.
У 1726-1728 працював за замовленням Діонісіо Дельфіно, аристократа з Удіне, розписуючи фресками каплицю й палац. Це принесло йому популярність і нові замовлення — Тьєполо став модним живописцем. У наступні роки він багато писав у Венеції, а також в Мілані, Бергамо. У 1740 Тьєполо отримав замовлення на розпис стелі на другому поверсі Скуоль Карміна.
У 1750 до венеційського живописця прийшла загальноєвропейська популярність, а в 1750–1753 роках він створив свою центральну роботу — фрескові оздоблення вюрцбурзької резиденції (в місті Вюрцбург, Німеччина). Повернувшись до Італії, Тьєполо був обраний президентом Падуанської академії.
У 1761 іспанський король Карл III запросив Тьєполо в Мадрид, де художник залишався до кінця свого життя. Тьєполо помер в іспанській столиці 27 березня 1770 року.

## Стиль Тьєполо
Фрески — дуже складний вид образотворчого мистецтва. Великі масштаби вимагають підготовчих робіт та точного геометричного розрахунку. Дуже важко врахувати також, як буде бачити фреску глядач з різних точок зору. Свобода і легкість, з якою будував свої фрескові композиції Тьєполо, дотепер вражають глядачів і самих художників. Це свобода у виборі композиції, у виборі кольорів та напрямків динаміки розгортання композиції, свобода у відчутті енергійного, експресивного руху пензля, в акцентуванні деталей.

## Вибрані роботи

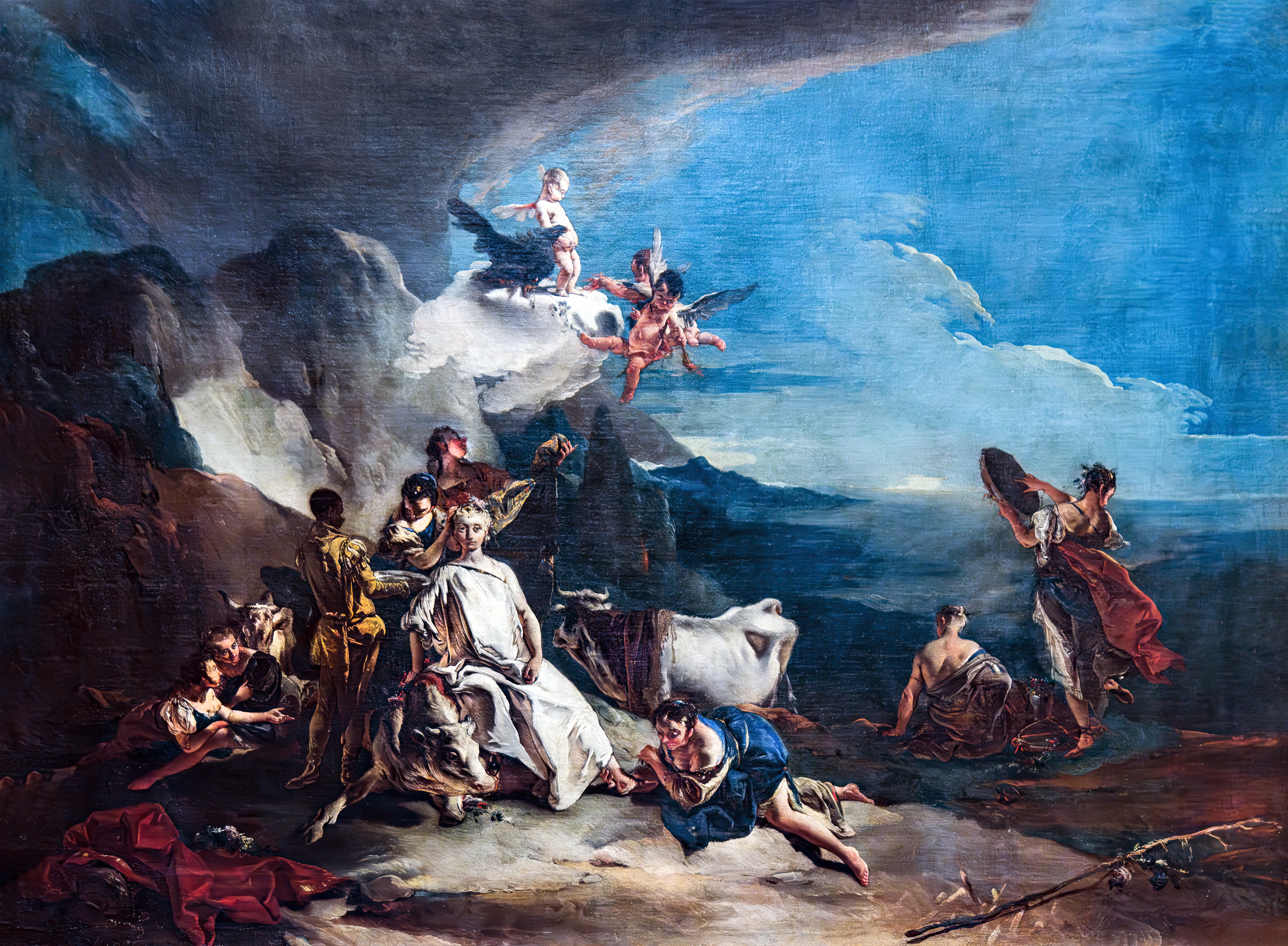
«Викрадення Європи», 1720—1721. Галерея Академії, Венеція

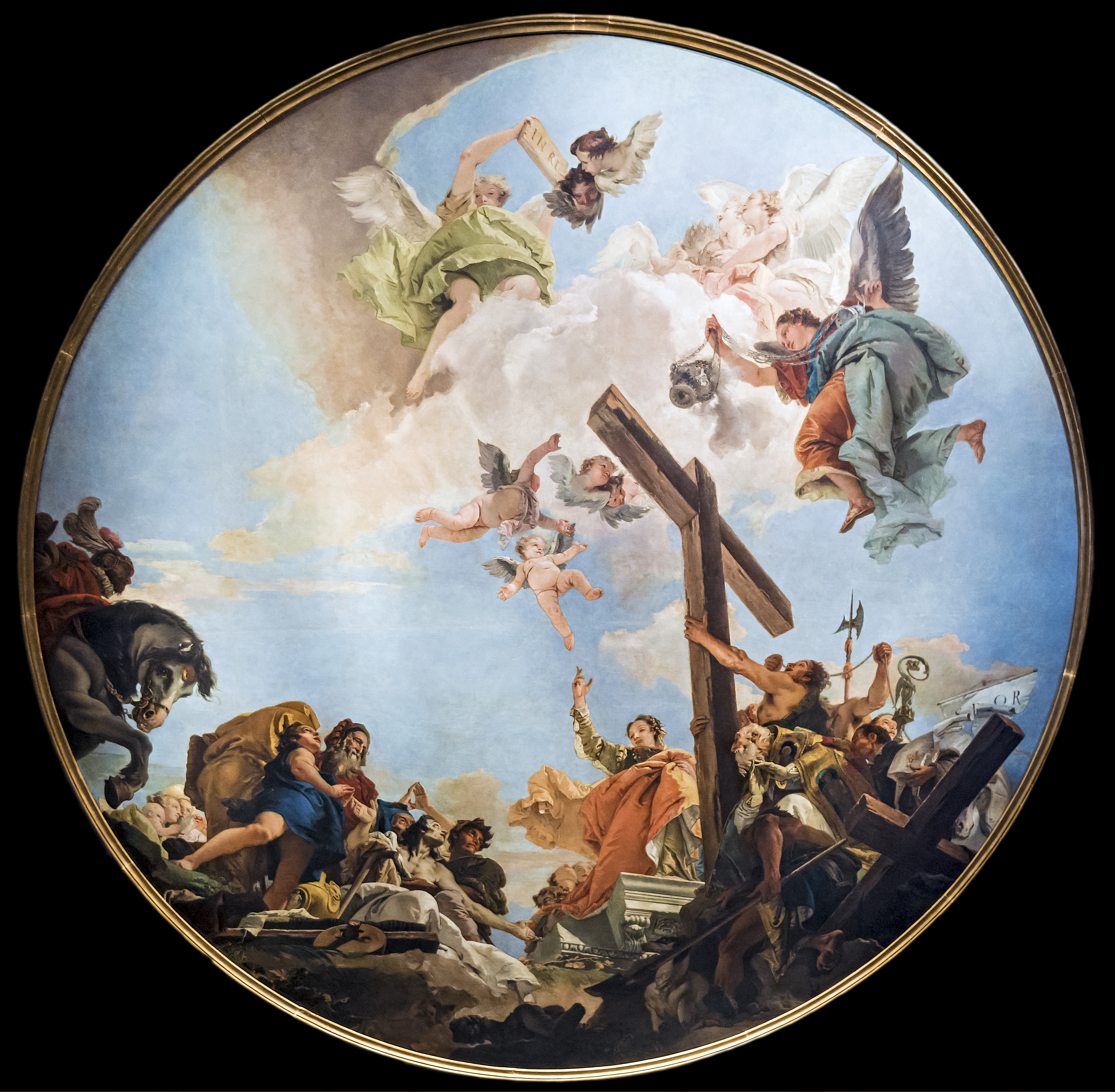
«Свята Олена знаходить Істинний Хрест», бл. 1745. Галерея Академії, Венеція

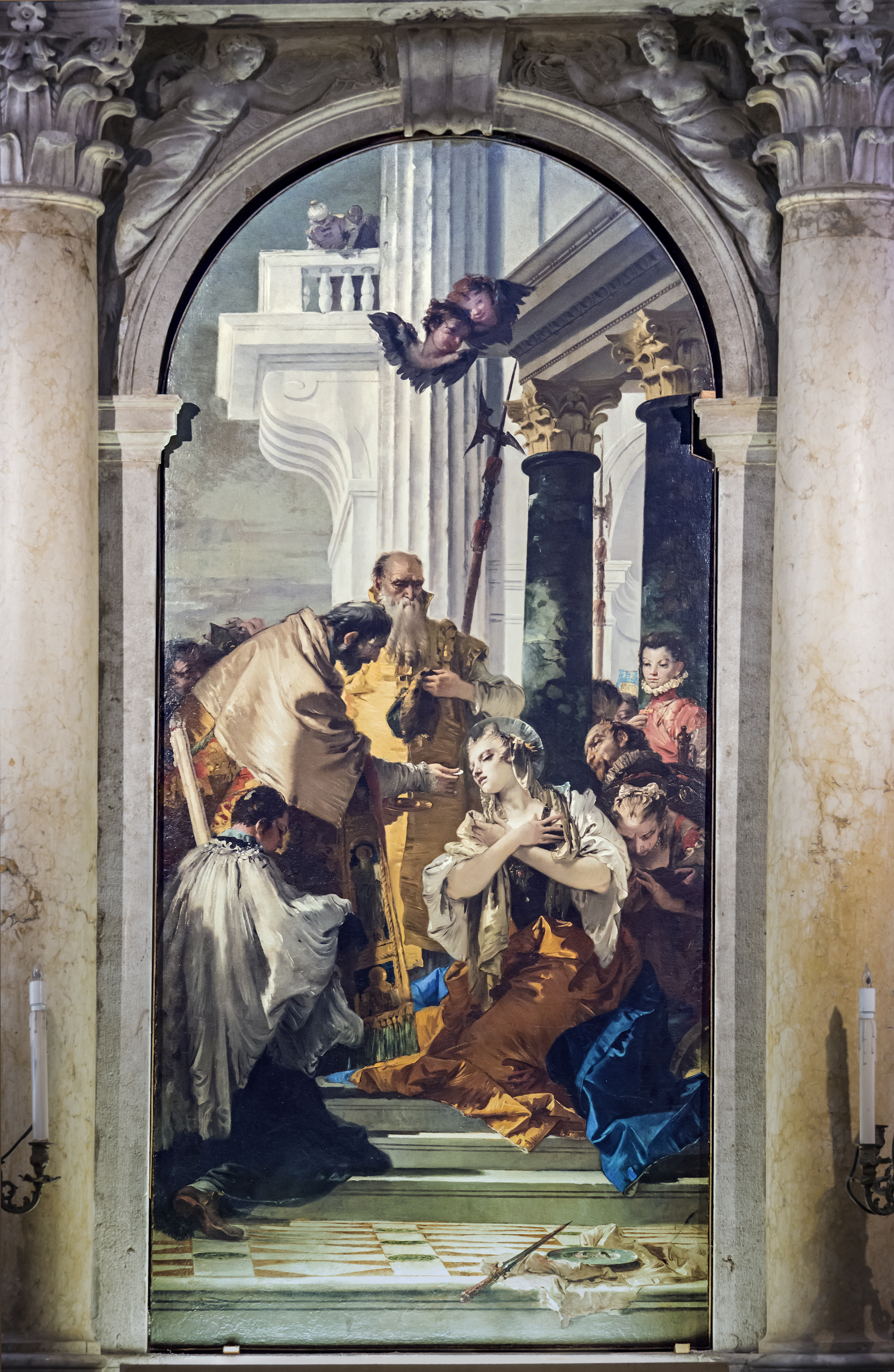
Останнє причастя Св. Лючії. Церква святих Апостолів

- «Викрадення Європи», 1720—1721. Галерея Академії, Венеція
- «Мадонна гори Кармель з душами у чистилищі», 1721—1727. Пінакотека Брера, Брера
- «Свята Олена знаходить Істинний Хрест», бл. 1745. Галерея Академії, Венеція
- Поклоніння волхвів (Пінакотека, Мюнхен)
- Аполлон і Дафна (Лувр, Париж)
- Апофеоз сім'ї Барбаро (Метрополітен-музей, Нью-Йорк)
- Апофеоз адмірала Пізані (Палаццо Пізані, Венеція)
- «Перенесення Святого будинку в Лорето», бл. 1743, Галерея Академії, Венеція
- П'ять картин на теми давньоримської історії з палацу Дольфін в Венеції, Ермітаж, Санкт-Петербург, Росія
  - «Смерть консула Брута», 1728—1730, Музей історії мистецтв, Відень.
- «Меценат представляє імператору Августу красні мистецтва», Ермітаж, Санкт-Петербург.
- «Філософ Діоген та Александр Македонський», Ермітаж, Санкт-Петербург
- «Мадонна з немовлям, Св. Антонієм Падуанським, Домініком, Франциском Асізьким», Музей образотворчих мистецтв імені Пушкіна, Москва
- Фрески на стелі Вюрцбурзької резиденції, Вюрцбург, Німеччина
- Святий Яков Старший, (Музей образотворчих мистецтв (Будапешт))
- Битва Верселле (Метрополітен-музей, Нью-Йорк)
- Хід колісниці сонця (Палаццо Клерічі, Мілан)
- Тріумф Авреліана (Королівська галерея, Турин)
- Тріумф Маріуса (Метрополітен-музей, Нью-Йорк)
- Промова цариці Зенобії перед солдатами свого війська (Національна галерея мистецтва, Вашингтон)
- Апостоли Фома та Іоанн (Церква дель Оспедалетті, Венеція)
- Елеазер і Ребекка (Національна галерея, Афіни)
- Зустріч Антонія і Клеопатри і Бенкет Клеопатри (садиба Архангельське)

## Бібліографія

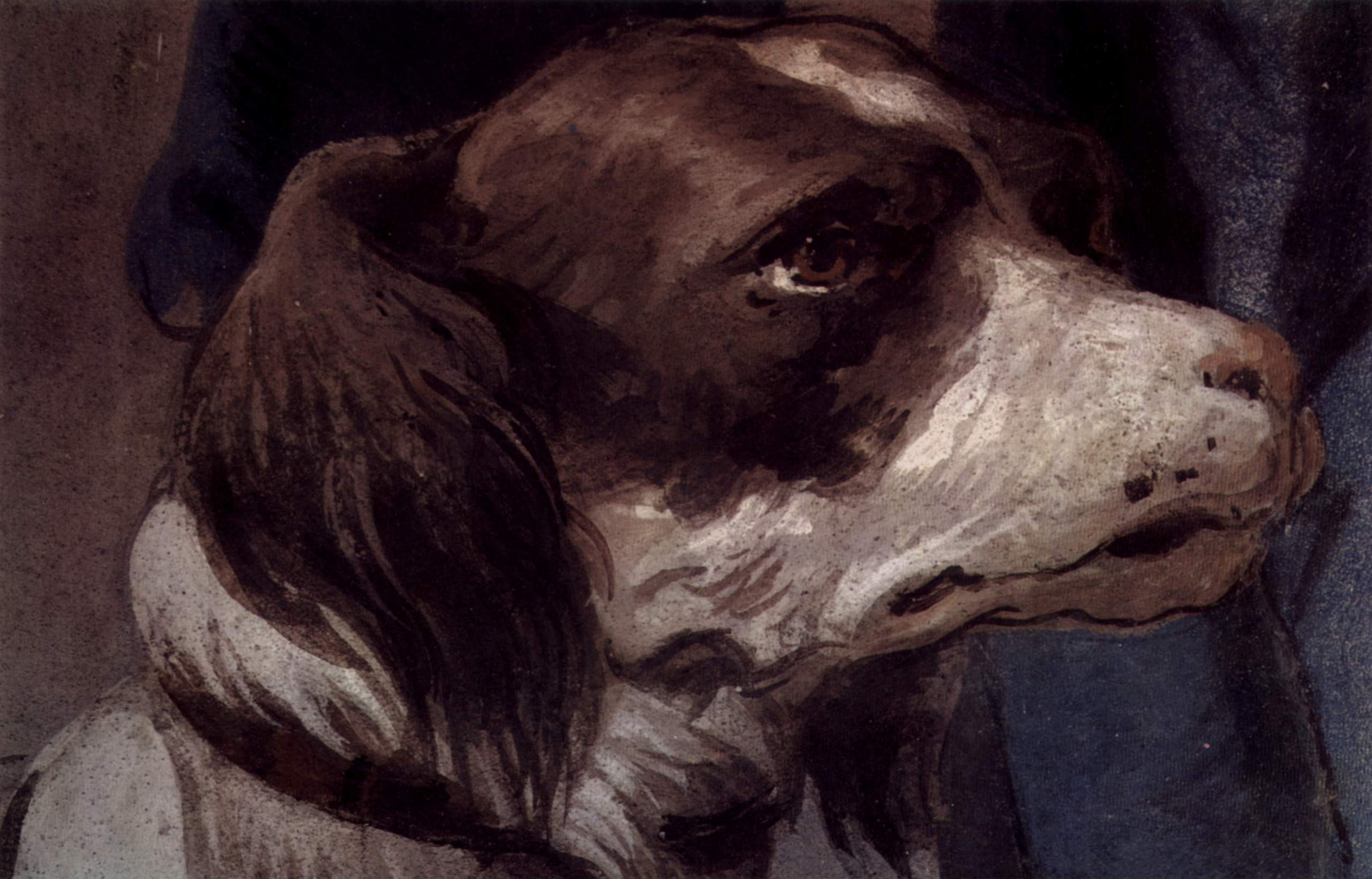
Фрагмент фрески у Віллі Вальмарана, Віченца

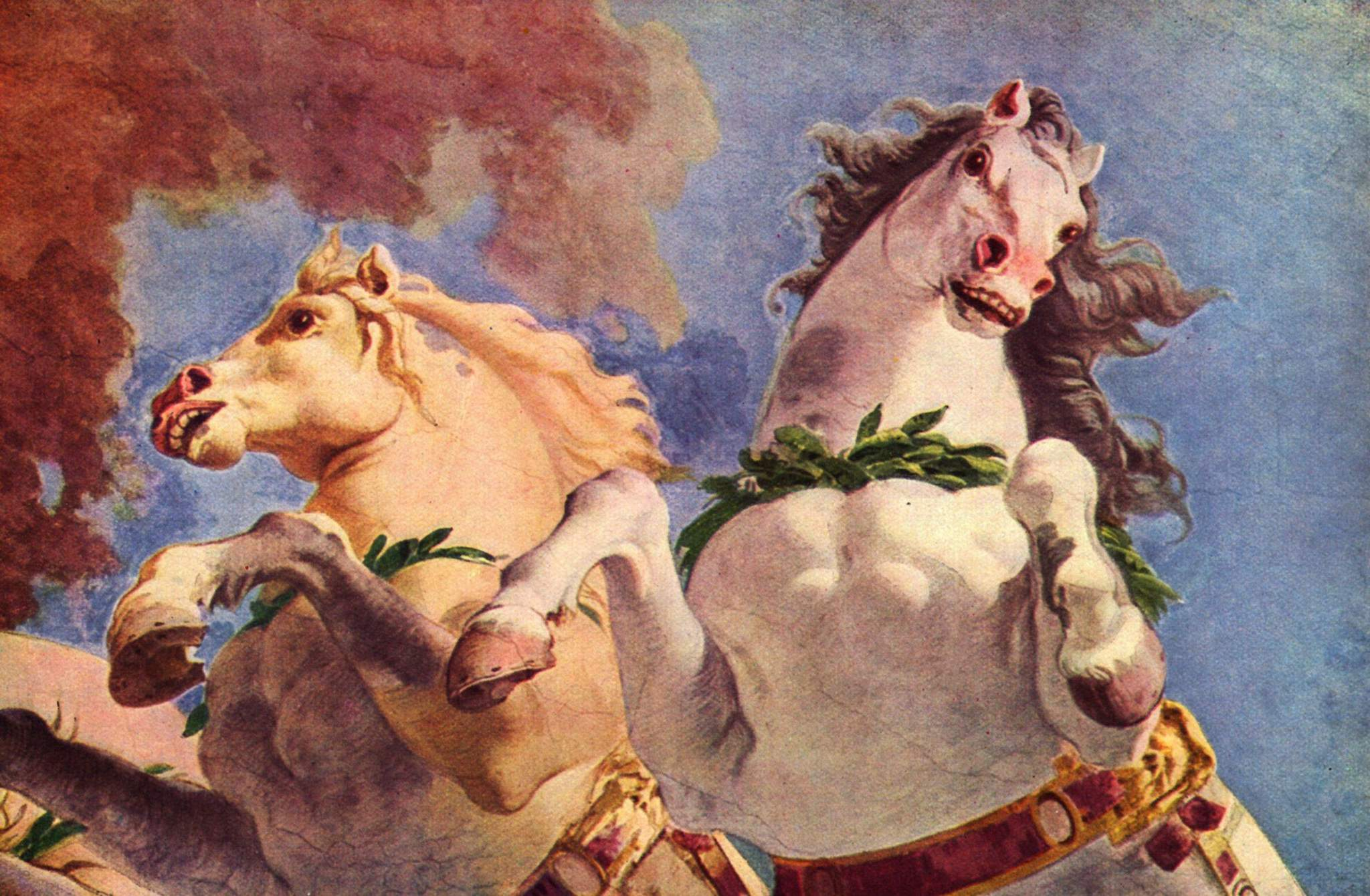
Фрагмент стінопису Вюрцбурзької резиденції